# Martina Moravcová
Martina Moravcová, née le 16 janvier 1976 à Piešťany, est une nageuse slovaque.

## Palmarès

### Jeux olympiques
- Jeux olympiques d'été de 2000 à Sydney  Australie:
  -  Médaille d'argent sur le 200m nage libre.
  -  Médaille d'argent sur le 100m papillon.

### Championnats du monde de natation

#### En grand bassin
- Championnats du monde 1998 à Perth  Australie :
  -  Médaille d'argent du 100 m nage libre
  -  Médaille d'argent du 200 m nage libre
  -  Médaille de bronze du 200 m 4 nages
- Championnats du monde 2003 à Barcelone  Espagne :
  -  Médaille d'argent du 200 m nage libre
  -  Médaille de bronze du 100 m papillon

#### En petit bassin
- Championnats du monde 1995 à Rio de Janeiro  Brésil
  -  Médaille de bronze du 200 m nage libre
  -  Médaille d'argent du 200 m 4 nages
- Championnats du monde 1997 à Göteborg  Suède
  -  Médaille de bronze du 200 m nage libre
  -  Médaille d'argent du 200 m 4 nages
- Championnats du monde 1999 à Hong Kong  Chine
  -  Médaille d'or du 200 m nage libre
  -  Médaille d'or du 100 m 4 nages
  -  Médaille d'or du 200 m 4 nages
- Championnats du monde 2000 à Athènes  Grèce
  -  Médaille de bronze du 100 m nage libre
  -  Médaille d'argent du 200 m nage libre
  -  Médaille d'or du 100 m 4 nages
  -  Médaille d'argent du 200 m 4 nages
- Championnats du monde 2002 à Moscou  Russie
  -  Médaille d'argent du 100 m nage libre
  -  Médaille d'or du 100 m papillon
  -  Médaille d'or du 100 m 4 nages
- Championnats du monde 2004 à Indianapolis  États-Unis
  -  Médaille d'or du 100 m papillon
  -  Médaille de bronze du 100 m 4 nages

### Championnats d'Europe de natation

#### En grand bassin
- Championnats d'Europe 2002 à Berlin  Allemagne :
  -  Médaille d'or du 100 m papillon.
  -  Médaille d'argent du 50 m nage libre.
  -  Médaille d'argent du 100 m nage libre.
- Championnats d'Europe 2004  à Madrid  Espagne :
  -  Médaille d'argent du 50 m papillon.
  -  Médaille d'or du 100 m papillon.
- Championnats d'Europe 2006 à Budapest  Hongrie :
  -  Médaille d'argent du 100 m papillon.

#### En petit bassin
- Championnats d'Europe 1994 à Stavanger  Norvège :
  -  Médaille d'argent du 50 m papillon.
  -  Médaille de bronze du 50 m dos.
- Championnats d'Europe 1996 à Rostock  Allemagne :
  -  Médaille d'or du 200 m nage libre.
  -  Médaille d'argent du 100 m quatre nages.
  -  Médaille de bronze du 100 m nage libre.
- Championnats d'Europe 1998 à Sheffield  Angleterre :
  -  Médaille d'or du 200 m nage libre.
  -  Médaille d'or du 100 m papillon.
  -  Médaille d'argent du 100 m nage libre.